# Caryophyllia smithii
Espèce
Synonymes
- Caryophyllia clavus Scacchi, 1835
- Caryophyllia pseudoturbinolia Michelin, 1841
- Cyathina turbinata Philippi, 1836
- Paracyathus humilis Duncan, 1878
- Paracyathus monilis Duncan, 1878
- Paracyathus pteropus Gosse, 1860
- Paracyathus taxilianus Gosse, 1860
- Paracyathus thulensis Gosse, 1860
- Turbinolia borealis Fleming, 1828

Statut CITES
Caryophyllia smithii est une espèce de coraux scléractiniaires de la famille des Caryophylliidae. Elle est originaire du Nord-Est de l'océan Atlantique, de la mer du Nord ainsi que de la mer Méditerranée. Il existe des différences structurelles entre les organismes vivant en eaux peu profondes et ceux se développant dans les abysses. Ce corail s'inscrit dans un écosystème d'organismes ancrés au substrat rocheux ; il est ainsi souvent parasité par le bernacle Megatrema anglicum.

## Description
C smithii est un corail solitaire, le polype est isolé. L'exosquelette pierreux de ce corail prend l'apparence d'une coupe à la base elliptique dont le diamètre atteint 25 mm. La forme est généralement plus large que haute. Les plaques calcaires verticales sont disposées en quatre à cinq rayons, elles ont des bords lisses. Le polype peut s'élever en une colonne de 30 mm depuis la base de la coupe ; environ 80 tentacules terminés par une petite bille s'y trouvent. Le polype est translucide mais laisse apercevoir une teinte qui varie entre blanc, rose, orange, rouge, marron ou vert clair. Les teintes sont parfois contrastées et forment un motif en zigzag, particulièrement autour de la bouche. Les tentacules sont incolores à l'exception des petites billes blanches ou marron et des nombreuses et minuscules excroissances,. Les organismes habitant des eaux plus profondes sont plus petits et plus fragiles que ceux vivant plus près de la surface : les premiers adoptent une forme de cône renversé plus étroit à sa base, alors que les seconds sont cylindriques.

## Répartition et habitat
C. smithii est présent dans le nord-est de l'Atlantique jusqu'aux îles Shetland, dans la mer du Nord ainsi que dans la mer Méditerranée. La forme de l'espèce vivant dans les eaux peu profondes occupe la zone néritique jusqu'à 100 m de profondeur. La seconde forme est présente de 50 m de profondeur jusqu'à environ 1 000 m, dans des eaux généralement moins agitées que celles de la forme plus robuste. Il arrive que le pied, étroit, se détache du substrat, le polype se développe alors sans contrainte sur le fond marin. L'espèce est abondante autour des côtes occidentales des îles Britanniques, sous les régions occupées par les laminaires où une densité de 100 individus au mètre carré est possible. Le corail est alors présent sur le substrat rocheux plan et dans les fissures.

## Écologie

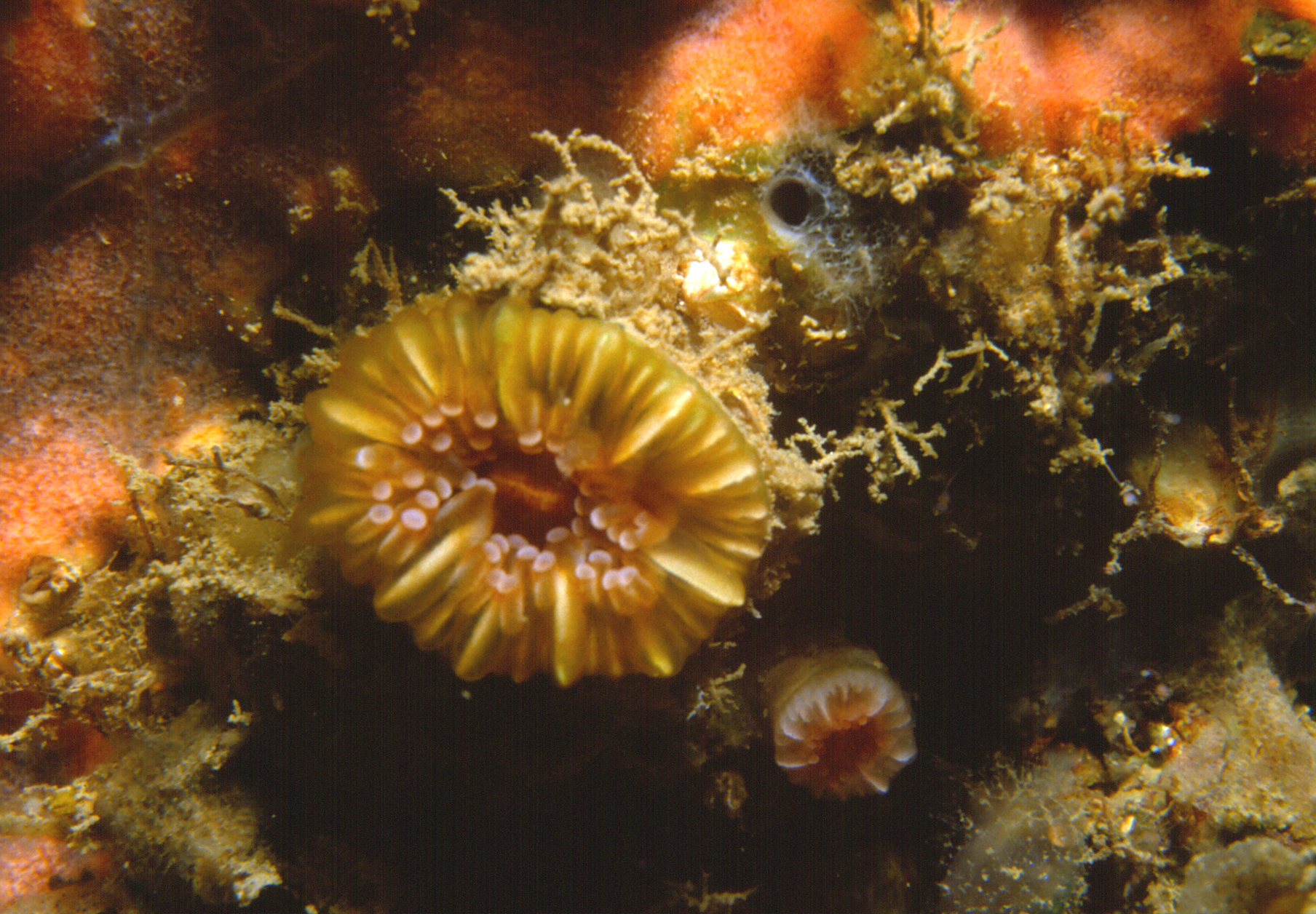
Un spécimen observé en mer Méditerranée.

L'habitat de C. smithii est souvent dominé par les ectoproctes ainsi que par les éponges qui se développent sur le squelette même du corail. La larve du bernacle Megatrema anglicum s'installe sur le pourtour du squelette, elle semble immunisée au nématocyste émis par le corail. Cet organisme s'ancre à la matière rocheuse et l'épithélium du corail croît par-dessus ne laissant dépasser que l'opercule du bernacle. Un corail unique peut être colonisé par plusieurs bernacles qui ont tendance à se rassembler sur une même partie du squelette, souvent sur la partie la plus basse quand le corail se développe sur une surface verticale. La présence de ces bernacles est semi-parasitique puisque les tentacules de C. smithii se rétractent quand ils entrent en contact avec le cirrus du bernacle, ce qui entrave la collecte de nourriture.